# Détroit de Fromentine
Le détroit de Fromentine (ou goulet de Fromentine) est le nom du passage maritime qui sépare l'île de Noirmoutier du continent, reliant la baie de Bourgneuf (ou « baie de Bretagne ») au Nord du golfe de Gascogne.
Sa largeur maximale est d'environ 450 mètres entre la « pointe de la Fosse » (commune de Barbâtre, à l'extrémité Sud de Noirmoutier) et la forêt domaniale des Pays-de-Monts. On y relève une profondeur maximale de 18 m
. Vu son étroitesse, il est soumis à de forts courants de marée, typiquement 2.9 noeuds (1.5m/s), et pouvant atteindre quatre nœuds en vives-eaux[réf. souhaitée].  
Il doit son nom  à la localité de Fromentine, faubourg portuaire de la commune de La Barre-de-Monts, située sur le continent dans sa partie Orientale. En 1704, une carte de l'ingénieur Claude Masse, le désigne sous l’appellation de « rade de Formantine ».
Depuis, le début des années 1970, le pont de Noirmoutier permet de le franchir.